# Kościół św. Mikołaja w Ostrzeszowie
Kościół Świętego Mikołaja w Ostrzeszowie – rzymskokatolicki kościół filialny należący do ostrzeszowskiej parafii Najświętszej Maryi Panny Wniebowziętej. Mieści się w Ostrzeszowie, w województwie wielkopolskim. Należy do dekanatu Ostrzeszów diecezji kaliskiej.
Jest to świątynia drewniana z 1758 roku, pokryta dachem gontowym. Wewnątrz polichromia na wpół ludowa z XVIII stulecia, na ścianie prezbiterium wizerunki ewangelistów wśród dekoracji roślinnej. Kilka rzeźb późnogotyckich. Obraz Ukrzyżowanie z postaciami fundatorów w strojach polskich z XVI-XVII stulecia i obraz Madonny z Dzieciątkiem w otoczeniu muzykujących aniołów z około połowy XVII stulecia.